# Сопоцько, Михаил Аркадьевич
Михаи́л Арка́дьевич Сопо́цько (Псевдонимы: Изгой., (М. С.), Сырокомля, Михаил, С-ко, М., Михаил Изгоев, Сопоцько-Сырокомля, Аркадьев Михаил. 1869 — 2 (15) мая 1938, Белград, Югославия) — доктор медицины, публицист, издатель. Входил в круг знакомых Л. Н. Толстого, был толстовцем, но потом изменил свои взгляды на правоконсервативные. Эмигрант.

## Биография
Родился в 1869 г. в семье старейшего московского адвоката из древнего польского дворянского рода А. И. Сопоцько и фельдшера Н. А. Сопоцько, урождённой Фидлер (1849—1921), впоследствии учительницы. В марте 1890 г. за участие в студенческом движении и в демонстрации по поводу смерти Н. Г. Чернышевского он был исключён из Московского университета, где учился на естественном факультете. Он был отправлен на два года в административную ссылку в Вологду. Ещё из ссылки — 2 сентября 1891 — написал первое письмо Л. Н. Толстому с призывом «побудить своих последователей и почитателей быть щедрее на пожертвования в пользу голодающих». Второе письмо было послано им Толстому тоже из Вологды 3 января 1892 с приложением его статьи по поводу «Татьянина дня» —"Корпоративное пьянство". На конверте этого письма рукою Толстого помечено: «Отв[ечать]», но письмо Толстого в ответ на это письмо Сопоцько не сохранилось. 20 января 1892 г. он вновь пишет Толстому с просьбой участвовать в сборнике, задуманном в Вологде в пользу голодающих.
В марте 1892 Сопоцько, освободившись из ссылки, несколько раз был у Толстого по делам Вологодского сборника. Толстой дал ему сделанный им перевод статьи Генри Джорджа «Равные права и общие права». 4 мая 1892 г. Сопоцько вновь обратился к Л. Н. Толстому с вопросом, не может ли ему понадобиться при его «теперешней деятельности в пользу голодных честный, энергичный и выносливый человек», готовый «безвозмездно, единственно только за пищу, хотя бы самую грубую, взяться за самую тяжелую работу» под руководством Толстого. Толстой открытым письмом, которое не сохранилось, ответил ему согласием. Одновременно Михаил получил письмо и от В. Г. Черткова с приглашением приехать на хутор его матери Ржевск, Воронежской губернии для деятельности среди голодных. Чертков, как сообщал Сопоцько в письме к Толстому 17 мая 1892 г., писал ему, что «у них нещадно свирепствует цынга, развилась устрашающая смертность, а работников, именно добровольцев, честных и, главное, выносливых людей у них нет». Сопоцько решил поехать к Черткову. Здесь он заведывал пунктом Холмивка-Софиевка, устраивая столовые на средства, пожертвованные англичанами, и борясь с эпидемиями дифтерии и холеры. В первых числах октября 1892 г. Сопоцько поехал в имение друга Толстого И. И. Раевского Бегичевку, бывшее в то время центром деятельности Толстого и его последователей в пользу голодающих. Здесь он встретился с П. И. Бирюковым. Его убедили взять на себя заведование столовыми для голодающих в одном из пунктов помощи, и он, после короткого отдыха, поселился в деревне Козловке, Ефремовского уезда, Тульской губернии, верстах в пятнадцати от Бегичевки. В 1893 на его попечении лежали столовые в двадцати трех деревнях. В своих воспоминаниях, когда уже отошёл от толстовства, он писал: В 1894 снова арестовывается властями и отправляется в Тульскую тюрьму, откуда написал письмо Л. Н. Толстому, который навестил его в тюрьме. Ссылался в административном порядке в Олонецкую губернию.
В апреле 1896 разрывает отношения с Толстым и восстанавливает свои отношения с Русской православной церковью, становится православным миссионером. Примкнул к черносотенцам. Окончил после 1907 медицинский факультет Новороссийского университета в Одессе и Военно-медицинскую академию в Санкт-Петербурге. Издавал там журналы «Студент-христианин», «Академист», «Врач-христианин». Он не извлекал никаких материальных выгод из своих взглядов и проповедовал их совершенно бескорыстно. Все свои фанатические произведения он издавал на собственные средства и жил всегда в нужде. В 1912 судился с В. Г. Короленко, но проиграл.
В 1910-12 годы учился на медицинском факультете Юрьевского университета.
В годы войны 1914—1917 он был военным врачом. Михаил Аркадьевич Сопоцько-Сырокомля, в 1-ю балканскую войну был командирован Славянским благотворительным обществом в Болгарию. С началом 2-й балканской войны в распоряжение Сербского Красного Креста и российского посланника в Сербии Славянским благотворительным обществом было командировано пять врачей: М. А. Сопоцько-Сырокомля, В. М. Доброхотов, профессор хирургии М. И. Ростовцев с ассистентами — М. П. Маловым и В. А. Бригером. Врачи ехали без страховки в случае гибели (См.: ЦГИА СПб. Ф. 400. Оп. 1. Д. 1496. Л. 30-31, 54-54 об., 73-73 об).
Врачи, направленные Славянским благотворительным обществом в Сербию, прибыли к окончанию 2-й балканский войны. Военные действия вскоре закончились, и острая необходимость в русских хирургах отпала. По согласованию с Сербским Обществом Красного Креста они вернулись в Россию.
Из всех врачей, командированных в Сербию Славянским благотворительным обществом, наиболее востребованным оказался эпидемиолог М. А. Сопоцько-Сырокомля. В ряде районов страны вспыхнули очаги холеры. Специалистов катастрофически не хватало. 12 августа 1913 г. Сербское общество Красного Креста обратилось в российскую императорскую миссию в Белграде с просьбой продлить его командировку на третий месяц. Ходатайство было удовлетворено (См.: ЦГИА СПб. Ф. 400. Оп. 1. Д. 1496. Л. 66, 70).
М. А. Сопоцько-Сырокомля вместе с женой, сестрой милосердия, прибыл в Белград 13 июля 1913 г. После двухдневного ожидания получил назначение в Скопье (Ускюб) в распоряжение начальника санитарной части действующей армии полковника Л. Генчича для борьбы с холерой. На месте было принято решение направить Сопоцько-Сырокомлю в Косовскую Митровицу, где на 400 больных приходилось два врача, один из них был пленным болгарином и не пользовался доверием местных властей. За время командировки чета Сопоцько-Сырокомля почти в одиночку героически сражалась с холерой в Митровице, Лесковаце, Вранье, Пожароваце. По согласованию с сербскими властями, М.А. и Л. И. Сопоцько-Сырокомля были отозваны в Россию по окончании третьего месяца командировки.
Военное министерство и Общество Красного Креста высоко оценили труды Михаила Аркадьевича и Любови Ивановны. Король Петр пожаловал М. А. Сопоцько-Сырокомле орден Святого Саввы IV степени. Общество Красного Креста наградило его большим крестом за заслуги, а супругу — медалью. В отчете Славянскому благотворительному обществу М. А. Сопоцько-Сырокомля написал, что они с женой «очень довольны отношением к ним сербов» (См.: ЦГИА СПб. Ф. 400. Оп. 1. Д. 1496. Л. 85-86).
В 1917 г. эмигрировал в Югославию. Жил в Белграде, трудился сельским врачом, издавал книги, печатался в местной прессе. Похоронен в Белграде на Новом кладбище. (уч. 82, м.77)

## Издательская деятельность
- Издатель-редактор: «Вождь»: Изд.: Ред. с № 9-10;
- Студент-христианин;[6]
- «Врач-христианин»
- «Академист»

## Публикации
- (Михаил Изгоев), «Вегетарианство, его смысл и общественное значение»;
- «В поисках ясности»;
- (Лев Катанский), «Еретику Льву Толстому»;
- «Из личных воспоминаний о Льве Толстом»;
- «Как хоронить яснополянского шарлатана»;
- «Корпоративное пьянство»;
- «К сведению гг. членов Государственной думы»;
- «Культ науки и нравственная свобода»;
- Знамение времени. Три письма к гр. Л. Н. Толстому со вступ. к ним статьёю Н. П. Аксакова. СПб., печ. Е. Евдокимова., 1896.
- Исповедь раскаявшегося толстовца. М.,1899.
- Открытое письмо (болящему) графу Льву Николаевичу Толстому от бывшего его поклонника / [Михаил С-ко]. — [Санкт-Петербург] : тип. В. В. Комарова, [1899]. — 7 с.; 24. — (Народно-миссионерская библиотечка). Авт. указан в конце текста; установлен по изд.: Масанов И. Ф. Словарь псевдонимов… М., 1958. Т. 3. С. 78 Без тит. л. и обл
- Из дневника миссионерствующего странника. Петрозаводск, 1900.
- Из дневника странника № 1. М.,1900.
- Станем добре! Вонмем! Напоминание нарушающим тишину в Храме топотом ног, шепотом, кашлем, сморканием и т. п. СПб., 1900.
- Плоды учения графа Л. Н. Толстого : (Исповедь раскаявшегося толстовца) / М. А. С-ко. — Тула : тип. И. Д. Фартунатова, 1901. — 75 с.; 26. Авт. установлен по изд.: Масанов И. Ф. Словарь псевдонимов… М., 1958. Т. 3. С. 78.
- По поводу фокусов Роберта Ленца и Мистрис Элеоноры / Михаил Са-ко [псевд.]. — Тула: — Тульские епархиальные ведомости, № 16, 15.08.1902, часть неофициальная, стр. 485—487.
- Кронштадтский маяк (19 октября 1902 г.) Ко дню имянин о. Иоанна Сергеева (Кронштадтского). Нижний Новгород, 1901.
- То же. 2-е изд. СПб.,1903.
- Письма к духовному пастырю / Михаил С-ко. — Тула : тип. И. Д. Фортунатова насл., 1902. — 80 с. Авт. установлен по изд.: Масанов, И. Ф. Словарь псевдонимов… М., 1958. Т. 3. С. 58
- Письма к духовному пастырю / Михаил С-ко [псевд.]. — Тула : Тип. И. Д. Фортунатова насл., 1902. — 80 с.; 23 см. Без тит. л.
- Злые духи (демоны). По учению о Иоанна Кронштадтского. СПб., 1903
- Работы над трупом : Сосуды и нервы [низшей и верх.] конечностей : (Repetorium) / Сост. при практ. занятиях на трупе по учеб.: Таренецкого, Батурева… [и др.] студентом М. С. — Санкт-Петербург : тип. В. Я. Мильштейна, 1908. — 18 с.; 23.Псевд. авт. указан в конце текста; раскрыт по изд. Толстой Л. Н. Полное собр. соч. М., 1953. Т. 66. С. 388
- Холера и борьба с ней при современном уровне знаний / Сост. Михаил Сырокомля, студ. Воен.-мед. акад. — 1-е изд. — Санкт-Петербург : типо-лит. Страшунер, 1908. — 31 с.; 18.
- Холера и борьба с ней при современном уровне знаний / Сост. Михаил Сырокомля, студ. Воен.-мед. акад. — 1-е изд. — Санкт-Петербург : еженед. журн. «Доброе слово», 1908. — 42 с.; 18.
- Конспект по сравнительной анатомии. Изд.-2-е. СПб., 1908.
- Политические сатиры Михаила Сырокомля-Сопоцько : Вып. 1-. — Санкт-Петербург : тип. Страшунер,1910. — 40 с. [Левка Брюхан мрачно-полянский лжемужичок : Сатира].
- (Товарищ Михаил), «Мое знакомство с графом Л. Н. Толстым, его семьей и последователями»;
- «Тяжелые впечатления»;
- «Меморабилия». Записки раскаявшегося толстовца.- Миссионерское обозрение, 1904, № 8, с. 994—1000; № 10, с. 1276—1279; № 19, с. 1352—1360; № 20, с. 1556—1562 (везде -паг. 1-я). В конце текста: Раскаявшийся толстовец М. А. С.
- «Меморабилия». Записки раскаявшегося толстовца.- Отд. отт. Спб., 1905 (перед загл.: М. Аркадьев).
- Изменения в тканях животного организма при впрыскивании сальварзана («606») / Врач М. А. С.-С. — Юрьев : тип. К. Маттисена, 1913. — [4], 111 с.; 24. Авт. раскрыт по изд.: Рос. мед. список… на 1914 г. Спб., 1914, с. 442.
- Гибель Володьки Ленина и предстоящая гибель Лейбы Троцкого, Зиновьева и Дзержинского. Опыт уничтожения Духовной Силой на расстоянии. — Югославия, Сремски Карловцы: 1923.